# Gata (Chorwacja)
Gata – wieś w Chorwacji, w żupanii splicko-dalmatyńskiej, w mieście Omiš. W 2011 roku liczyła 567 mieszkańców.